# ويليام كايلين
ويليام «بيل» جي كايلين الابن (بالإنجليزية: William G. Kaelin)‏ (مواليد 1957 في مدينة نيويورك) هو أستاذ الطب بجامعة هارفارد ومعهد دانا فاربر للسرطان. كايلين حائز على جائزة نوبل عام 2019 في علم وظائف الأعضاء أو الطب وحاصل على جائزة لاسكر للأبحاث الطبية الأساسية لعام 2016. وقد فاز أيضًا بجائزة ASCO لعلوم الأورام لعام 2016، وجائزة AACR Princess Takamatsu لعام 2016.